# Davide Demichelis
Davide Demichelis (Torino, 3 ottobre 1965) è un giornalista, conduttore televisivo e documentarista italiano.

## Biografia
Ha collaborato con varie testate fra cui La Stampa, Panorama, Avvenire.
Autore e regista di documentari televisivi per National Geographic, Rai, NHK, RSI, TV2000, France 5, Al Jazeera, Arte (rete televisiva).
Coautore di cinque saggi pubblicati da Baldini Castoldi: New Global, No Global, L'informazione deviata, La nuova colonizzazione, Quel che resta del mondo, Debito da morire. Autore di "Viaggi di sola andata" pubblicato nel 2023 da TS Edizioni
Dal 2000 lavora soprattutto con Rai3. Autore e conduttore di qualche centinaio di documentari e reportage girati in più di cento paesi per Il pianeta delle Meraviglie, Timbuctu, I viaggi di Davide, Geo, Nanuk, Kilimangiaro. È stato conduttore e autore del programma Radici, in onda su Rai3 dal 2011 al 2022. 
Nel 2023 ha condotto "Green Explorer", un viaggio in 12 puntate alla scoperta dell'ambiente delle isole del mar Tirreno e di chi lo protegge, in onda su Sky Italia

## Riconoscimenti
- 2024 Quality of life in the Alps, Innsbruck Nature Film Festival
- 2024 Religion Today Film Festival
- 2018 Premio Tv di Qualità Festival Imperia
- 2017 Premio Popoli Cult Festival
- 2017 Premio Giornalistico Paolo Bellucci
- 2017 Premio Internazionale Flaiano - Sezione Televisiva - Trasmissione Culturale
- 2016 Premio Anima UNINDUSTRIA – ROMA
- 2016 Premio Documental de Viajes, Turismo Centroamerica
- 2011 Premio Sentinella del Creato, Greenaccord